# John H. Cox
John Herman Cox, all'anagrafe John Kaplan (Chicago, 15 luglio 1955), è un politico e imprenditore statunitense.

## Biografia
Laureato in giurisprudenza all'Università dell'Illinois nel 1980, nel 1981 ha iniziato ad esercitare la professione di avvocato e nello stesso anno ha aperto uno studio legale specializzato in diritto pubblico e diritto tributario. Nel 1985 ha fondato la Cox Financial Group Ltd., società che offre consulenza nel settore delle tasse e nel 1995 ha creato la Equity Property Management, agenzia immobiliare.
Membro del Partito Repubblicano, ha cominciato la sua carriera politica quando nel 2000 si è candidato al Congresso degli Stati Uniti d'America, finendo quarto sui dieci candidati repubblicani che si erano presentati alle primarie. Nel 2002 ha tentato di entrare al Senato ma ancora una volta non ha superato lo scoglio delle primarie, ottenendo solo il 23% dei voti; nel corso dello stesso anno è stato comunque nominato segretario comunale del Partito Repubblicano nella Contea di Cook, Illinois.
A Cook County Cox ha partecipato a diverse campagne elettorali che hanno avuto per lui esito altalenante. Il 9 marzo del 2006 ha annunciato a sorpresa la sua candidatura alle primarie presidenziali repubblicane che sceglieranno ufficialmente il successore di George W. Bush come candidato alla Casa Bianca: i mass media non hanno dato troppo peso alla sua scelta di candidarsi, giudicandola velleitaria.
Sposato con Sarah Hall, ha quattro figli. Si definisce un "repubblicano reaganiano" e per anni è stato il conduttore del talk show Progressive Conservative.
Nel 2018 si è candidato a governatore della California ma fu sconfitto dallo sfidante democratico Gavin Newsom.